# San Antonio Open
Il San Antonio Open è un torneo femminile di tennis che si gioca a San Antonio negli Stati Uniti d'America. Faceva parte della categoria WTA 125 e si giocava su campi in cemento. Si è giocata solo una edizione nel 2016.

## Albo d'oro

### Singolare
| Anno | Categoria | Campionessa | Finalista          | Punteggio |
| ---- | --------- | ----------- | ------------------ | --------- |
| 2016 | WTA 125   | Misaki Doi  | Anna-Lena Friedsam | 6–4, 6–2  |

### Doppio
| Anno | Categoria | Campionesse                         | Finaliste                                 | Punteggio |
| ---- | --------- | ----------------------------------- | ----------------------------------------- | --------- |
| 2016 | WTA 125   | Anna-Lena Grönefeld Nicole Melichar | Klaudia Jans-Ignacik Anastasija Rodionova | 6–1, 6–3  |